# Juncos Hollinger Racing
Juncos Hollinger Racing (voorheen Juncos Racing) is een Amerikaans raceteam dat deelneemt aan de IndyCar Series, de Indy Lights en het Indy Pro 2000 Championship. Het team is in 1997 opgericht door Ricardo Juncos in zijn thuisland Argentinië. Vanwege een gebrek aan raceklassen in dat land verhuisde het team naar de Verenigde Staten, waar het in Indianapolis gevestigd is. Nadat Brad Hollinger, een aandeelhouder van het Formule 1-team van Williams, in 2021 partner van het team werd, werd de naam gewijzigd in Juncos Hollinger Racing.

## Geschiedenis

### Argentinië
In 1997 werd Juncos Racing opgericht door Ricardo Juncos in Buenos Aires. Tot 2003 nam het team deel aan nationale Formule Renault-kampioenschappen en het National Sport Prototype Championship of Argentina. In 2003 verhuisde het team naar Miami, waar het in eerste instantie een kartteam werd. In hun eerste jaren in de Verenigde Staten won het team negentien lokale, regionale en nationale kartkampioenschappen. In 2008 verhuisde het team naar Indianapolis, waar het deel ging nemen aan het formuleracing.

### Indy Pro 2000 Championship
In 2009 nam Juncos Racing voor het eerst deel aan de Star Mazda. In hun eerste seizoen won Peter Dempsey vier races en werd hij tweede in de eindstand, terwijl het team zelf derde werd in het teamkampioenschap. In 2010 werd Conor Daly de eerste kampioen van het team; hij won zeven van de dertien races. Tatiana Calderón, de andere coureur van het team, eindigde op de tiende plaats. In 2011 stapte Daly over naar de Indy Lights en werd hij vervangen door João Victor Horto; hij eindigde het seizoen als vierde, terwijl Calderón zesde werd. In de race op Barber Motorsports Park behaalde Calderón haar eerste podiumplaats, waarmee zij de eerste vrouw werd die in deze klasse op het podium stond.
In 2012 verliet Calderón de klasse om in Europa mee te doen aan de Formule 3. Horto stapte over naar de Indy Lights, terwijl Juncos hun activiteiten eveneens uitbreidde naar deze klasse. In de Star Mazda kwamen Connor De Phillippi, Bruno Palli, Martin Scuncio en Diego Ferreira uit voor het team. De Phillippi won twee races en eindigde als vierde, terwijl Scuncio een race won en achtste werd, alhoewel hij de seizoensfinale miste. Ferreira en Palli werden respectievelijk zesde en twaalfde in het klassement.
In 2013 veranderde het kampioenschap van naam en ging het door het leven als het Pro Mazda Championship. Juncos kwam uit in deze klasse met Ferreira en Scott Anderson als coureurs. Ferreira won een race en eindigde achter de dominerende Matthew Brabham als tweede, terwijl Anderson vijfde werd. In 2014 zette het team vier auto's in, die werden bestuurd door Spencer Pigot, Kyle Kaiser, Julia Ballario en José Gutiérrez. Pigot won het winterkampioenschap en behaalde in het hoofdkampioenschap zes overwinningen in veertien races, waardoor hij hier ook kampioen werd. Kaiser en Gutiérrez wonnen allebei een race en eindigden respectievelijk als zesde en zevende.
In 2015 bleef Gutiérrez actief bij Juncos, waarbij hij in Will Owen, Timothé Buret en Garett Grist drie nieuwe teamgenoten kreeg. Grist won drie races en werd derde, terwijl Buret met een zege vijfde werd. Owen en Gutiérrez werden respectievelijk zevende en negende. In 2016 keerden Grist en Owen terug bij het team en waren Jake Parsons en Nicolás Dapero nieuwe aanvullingen. Grist maakte halverwege het seizoen echter de overstap naar de Indy Lights. Enkel Dapero won een race voor het team en werd vijfde in de eindstand, terwijl Owen en Parsons vierde en zesde werden.
In 2017 zette Juncos slechts twee auto's in, die werden bestuurd door Victor Franzoni en Jeff Green. Franzoni behaalde zeven overwinningen en eindigde in de overige vijf races als tweede en werd zo kampioen in de klasse. Green kwam daarentegen niet verder dan twee top 5-finishes en werd achtste in het klassement. In 2018 kwamen Rinus VeeKay, Robert Megennis en Carlos Cunha uit voor het team. VeeKay werd met zeven overwinningen kampioen in de klasse. Megennis en Cunha behaalden ook allebei enkele podiumfinishes en werden vijfde en zesde in de stand.
In 2019 veranderde het kampioenschap wederom van naam en ging nu verder als het Indy Pro 2000 Championship. Juncos reed in deze klasse met Rasmus Lindh en Sting Ray Robb. Lindh won drie races en miste het kampioenschap op een haar na; hij eindigde met twee punten achterstand op kampioen Kyle Kirkwood als tweede. Robb eindigde zes keer op het podium en werd vierde in het klassement. In 2020 bleef Robb actief voor het team en kreeg hij Artjom Petrov en Nate Aranda als teamgenoten. Robb won zeven races en werd kampioen, terwijl Petrov de enige andere coureur van het team was die alle races reed. Hij won twee races en werd vierde in de eindstand.
In 2021 nam het team deel aan het kampioenschap met Kyffin Simpson, Reece Gold en Manuel Sulaimán, die tijdens het laatste weekend werd vervangen door Enaam Ahmed. Gold won dat jaar een race en werd vijfde, terwijl Sulaimán met eveneens een zege negende werd. Simpson behaalde drie podiumplaatsen en Ahmed behaalde een podiumfinish in zijn tijd bij het team.

### Indy Lights
In 2012 debuteerde Juncos Racing in de Indy Lights met João Victor Horto, die echter slechts drie races reed. Tijdens het seizoen kwamen ook Chase Austin en Bruno Palli in enkele races uit voor het team.
In 2015 keerde het team terug in de Indy Lights. Spencer Pigot en Kyle Kaiser stapten vanuit de Pro Mazda over naar het Indy Lights-team van Juncos. Pigot won zes races en werd kampioen in de klasse, terwijl Kaiser twee podiumfinishes behaalde en zesde werd. In 2016 reden Kaiser en Zachary Claman DeMelo voor het team. Kaiser werd met twee zeges derde in de eindstand, terwijl DeMelo een aantal top 10-finishes behaalde en op de negende plaats in het klassement eindigde.
In 2017 reden Kaiser en Nicolás Dapero voor Juncos. Kaiser behaalde drie overwinningen en werd kampioen in de klasse, terwijl Dapero dertiende werd. In 2018 was Victor Franzoni de enige coureur die alle races voor het team reed, terwijl Alfonso Celis Jr. en Heamin Choi allebei twee races reden. Franzoni won een race op Road America en werd vijfde in de eindstand.
In 2019 kwamen Rinus VeeKay en Dalton Kellett uit voor Juncos in de Indy Lights. VeeKay won zes races en werd achter Oliver Askew tweede in het klassement. Kellett kwam niet verder dan een podiumfinish en werd zevende in de eindstand. In 2020 werd het kampioenschap niet gehouden, maar in 2021 keerde Juncos terug in de Indy Lights met Sting Ray Robb en Toby Sowery als coureurs; Sowery werd tijdens de laatste drie raceweekenden vervangen door Rasmus Lindh. Robb werd met een top 5-finish achtste in de stand, terwijl Sowery enkele podiumplaatsen behaalde en negende werd. Lindh behaalde een top 5-finish.

### IndyCar Series
In 2017 debuteerde Juncos Racing in de IndyCar Series, waarbij zij met Spencer Pigot en Sebastián Saavedra deelnamen aan de Indianapolis 500 van dat jaar. Zij kwamen respectievelijk als achttiende en vijftiende over de finish. In 2018 kwam het team uit in twaalf van de zeventien IndyCar-races, waarbij hun auto werd gedeeld tussen René Binder, Kyle Kaiser en Alfonso Celis Jr. Zowel Binder als Kaiser behaalden met een zestiende plaats het beste resultaat van het team.
In 2019 reed Kyle Kaiser voor Juncos in twee IndyCar-races, inclusief de Indianapolis 500. Op het Circuit of the Americas eindigde Kaiser als achttiende, terwijl hij zich succesvol wist te kwalificeren voor de Indy 500. Dit ging ten koste van tweevoudig wereldkampioen Formule 1 Fernando Alonso. In de race crashte hij echter na 71 ronden.
In 2020 kwam Juncos niet in actie in de IndyCar Series vanwege problemen rondom de coronapandemie. In de Indianapolis 500 van 2021 leenden zij hun chassis uit aan Paretta Autosport, die werd bestuurd door Simona De Silvestro. Zij kwalificeerde zich op de laatst beschikbare positie, maar wist de race niet te finishen. Na een investering door Brad Hollinger, de nieuwe co-eigenaar van het team, keerde Juncos zelf terug voor de laatste drie races van het seizoen. De auto werd hierbij bestuurd door Callum Ilott, die in 2020 tweede werd in de Formule 2 en dat jaar testcoureur was bij het Formule 1-team van Ferrari. Vanwege technische problemen finishte hij slechts een van deze races.
In 2022 neemt het team voor het eerst deel aan een volledig IndyCar-seizoen, waarin Ilott de auto bestuurt.

In 2024 neemt Romain Grosjean het stoeltje van Ilott over.